# Madden NFL 2002
Madden NFL 02 es un videojuego de fútbol americano, que fue lanzado el 12 de septiembre de 2001. Fue el último juego de la serie ‘’Madden NFL’’ en ser lanzado para la Nintendo 64, el primero en lanzarse a GameCube. Es el juego número 14 en la serie de Madden NFL. Los comentaristas del juego son los cronistas de la NBC John Madden y Pat Summerall. En la portada del juego aparece Daunte Culpepper, ex Mariscal de campo de los Vikingos de Minnesota seleccionado al Pro Bowl en las temporadas 2000 y 2001.

## Características
Madden NFL 2002 incluyó nuevas características, en modo temporada, modo franquicia, play offs, crear jugadores nuevos e inscribirlos en un equipo, el modo NFL Europa y creador de equipos. También incluye las tarjetas Madden para añadir nuevas formas de juego como que los receptores atraparan cualquier pase, QB de acero, tacles más agresivos, pateadores perfectos etc. También es el primer Madden donde aparecen los Texanos de Houston equipo de expansión para la temporada 2002 de la NFL. Además incluye demos de otros juegos de EA como NBA Live 2002 y NASCAR Thunder 2002 excepto para PlayStation.
Los Cuervos de Baltimore tuvieron el mejor equipo en general en el juego con una puntuación de 99. El peor equipo en el juego pertenece a los Texanos de Houston con puntuación de 39. La mejor ofensiva en el juego pertenece a los Carneros de San Luis con puntuación de 96. La mejor defensa en el juego pertenece a los Cuervos de Baltimore con una puntuación de 96. Los mejores equipos especiales del juego pertenecen a siete equipos diferentes (Vikingos de Minnesota, Tennessee Titans, Cuervos de Baltimore, Detroit Lions, Indianapolis Colts, San Diego Chargers y Broncos de Denver), todos con puntuaciones de 99.

### Banda sonora
- Pharoahe Monch - "Madden 2002 Theme"
- Mos Def - "Mathematics (Instrumental Version)"
- Talib Kweli - "Down For The Count"